# رابرت کپرون
رابرت کپرون (انگلیسی: Robert Capron؛ زادهٔ ۹ ژوئیهٔ ۱۹۹۸) یک هنرپیشه، و صدا پیشه اهل ایالات متحده آمریکا است. وی از سال ۲۰۰۹ میلادی تاکنون مشغول فعالیت بوده‌است.

## فیلم ها
- دفترچه خاطرات یک بی‌عرضه
- دفترچه خاطرات یک بی‌عرضه: حرف، حرف رودریکه
- دفترچه خاطرات یک بی‌عرضه: چله تابستون
- سه کله‌پوک
- فرنکن‌وینی
- شاگرد جادوگر
- تارزان
- راه راه بازگشت